# 宮城県立支援学校岩沼高等学園
宮城県立支援学校岩沼高等学園（みやぎけんりつ しえんがっこう いわぬまこうとうがくえん）は、宮城県岩沼市にある公立特別支援学校。知的障害者を主たる教育対象としている。

## 概要
高等部専門学科のみを擁する、知的を教育領域とする養護学校として開校。課程の特性上、知的の度合いが軽度の生徒に入学が限定される（これは、宮城県立支援学校小牛田高等学園や岩手県立盛岡峰南高等支援学校、あるいは秋田県立栗田支援学校の高等部に設置された環境・福祉科でも同様の状況がある）。
宮城県立支援学校内では、県トップの就職率99.5%の確率でほとんどの人が一般就労に結びついて働いている。

## 沿革
- 2001年4月1日 - 宮城県立養護学校岩沼高等学園として開学。産業技術科を設置。
- 2009年4月1日 - 校名を宮城県立支援学校岩沼高等学園に改称。
- 2016年4月1日 - 柴田郡川崎町に所在する宮城県柴田農林高等学校川崎校の校舎内に、当支援学校の分校である、川崎キャンパスを新たに開設。

## 学部
- 高等部

## 学科
- 産業技術科
  - 専門教科 - 家政Ⅰ・Ⅱ/流通Ⅰ・Ⅱ/工業/農業
  - 普通教科 - 国語・数学・理科・社会・職業・保体・情報・音楽・総合・自立活動等

## 学校行事
- 年に2回、職場実習、1回目（5月中旬〜6月上旬）2回目（10月中旬〜11月上旬）
- 岩学祭（9月中旬に開催）
- 修学旅行（2年生の12月初旬頃、沖縄、関西方面などに行く）

## 部活動
- 運動部 - 陸上部、バレーボール部、テニス部、卓球部、ソフトボール部、
- 文化部 - 美術部、音楽部、パソコン部、社会研究部、ダンス部、手工芸部

## 分校
- 宮城県大河原産業高等学校川崎校に併設。